# Rogier Diederik Christiaan Marie van Slijpe

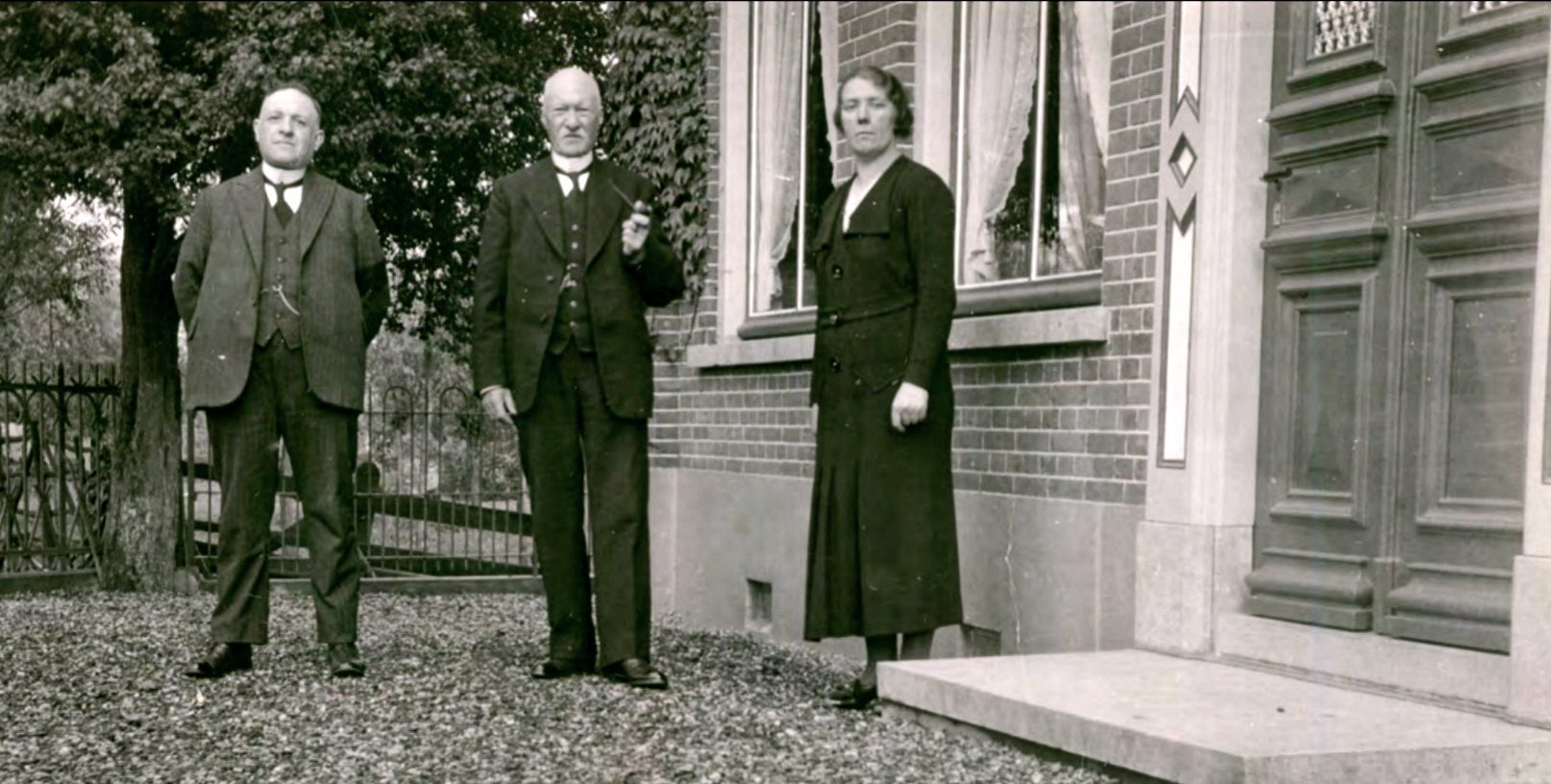
Burgemeester R.D.C.M. van Slijpe, W.J. van Slijpe en mw. T. van Slijpe-Korevaar voor de ambtswoning in Goudriaan

Rogier Diederik Christiaan Maria van Slijpe (Goudriaan, 22 december 1892 – 4 mei 1958) was een Nederlands bestuurder. Hij was onder andere burgemeester van Goudriaan en Ottoland.

## Levensloop
Hij werd geboren als zoon van Wijnandus Johannes van Slijpe (1858-1943) en diens nicht en echtgenote Cornelia Diderica Adriana van Slijpe (1858-1934). Zijn vader was sinds 1884 burgemeester van de gemeenten Goudriaan en Ottoland. Vanaf 1911 was R.D.C.M. van Slijpe als ambtenaar werkzaam bij de gemeentesecretarie van die gemeenten. In 1924 volgde hij zijn vader op als burgemeester van Goudriaan en Ottoland. Van Slijpe ging in januari 1958 met pensioen en enkele maanden later overleed hij op 65-jarige leeftijd.
Rogier van Slijpe was gehuwd met Teuntje Korevaar. Het echtpaar had geen kinderen. Hij was de laatste telg uit het geslacht Van Slijpe die over een periode van ongeveer 250 jaar in functies als baljuw, schout en burgemeester waren benoemd in Goudriaan.

## Nalatenschap
De voormalige burgemeesterswoning aan de Zuidzijde 134 in Goudriaan is een gemeentelijk monument. In 2017 was in het Historisch Museum Het Voorhuis in Bleskensgraaf een kleine expositie ingericht over burgemeester Van Slijpe en zijn voorgangers.